# Idotea ochotensis
Idotea ochotensis är en kräftdjursart som beskrevs av Brandt 1851. Idotea ochotensis ingår i släktet Idotea och familjen tånglöss. Inga underarter finns listade i Catalogue of Life.